# Pectocythere parkerae
Pectocythere parkerae är en kräftdjursart som beskrevs av Joseph Swain och Gilby 1974. Pectocythere parkerae ingår i släktet Pectocythere och familjen Pectocytheridae. Inga underarter finns listade i Catalogue of Life.